# Diego Alberto Milito
Diego Alberto Milito és un futbolista argentí. Va nàixer el 12 de juny del 1979 a Bernal (Argentina). Ha jugat als clubs Racing Club de Avellaneda, Genoa CFC, Reial Saragossa i Inter de Milà.

## Palmarès
Racing Club
- 2 Campionats argentins: 2001 (apertura), 2014 (clausura).

Internazionale
- 1 Campionat del Món de Clubs: 2010.
- 1 Lliga de Campions de la UEFA: 2009-10.
- 1 Serie A: 2009-10.
- 2 Copa d'Itàlia: 2009-10, 2010-11.
- 1 Supercopa d'Itàlia: 2010.